# Eichelberg (Obersulm)
Eichelberg ist ein Ortsteil von Obersulm im Landkreis Heilbronn im nördlichen Baden-Württemberg.

## Geographie

### Geographische Lage
Eichelberg liegt etwa drei Kilometer südöstlich des Gemeindesitzes in Affaltrach an der Naturraumgrenze zwischen dem weithin offenen, flachhügeligen und landwirtschaftlich genutzten Weinsberger Tal im Westen und dem von geschlossenen Wäldern bedeckten Mainhardter Wald im Osten, der oberhalb der Schichtstufe zum Kieselsandstein (Hassberge-Formation) einsetzt. Der Ort liegt in der Talgabel des von Osten kommenden Wilhelmsbachs, der danach vor der Schichtstufe nördlich abfließt, und dessen größten Zuflusses Hundsbergbach, der zuletzt von Süden her ebenfalls der Schichtstufe folgt, Die Bäche vereinen sich auf etwa 291 m ü. NHN nahe der Ortsmitte. Auf dem siedlungsfreien Teil der weniger hohen Talhänge im Westen wird Wein angebaut, ebenso auf einem Teil des östlichen.
Außer dem Dorf Eichelberg gehört auch noch der Wohnplatz Friedrichshof zum Ortsteil, der weniger als einen Kilometer ostnordöstlich der Ortsmitte und etwa 70 Meter über dem Bachzusammenfluss auf einem offenen Hochebenensporn der Mainhardter Berge steht.

### Nachbarorte
Etwa einen Kilometer nordwestlich liegt in einem Nachbartal das Dorf Weiler, weniger als zweieinhalb Kilometer im Norden am unteren Wilhelmsbach das Dorf Eschenau, beide sind ebenfalls Ortsteile von Obersulm. Etwas über einen halben Kilometer im Südwesten steht ein Siedlungsteil des Weilers Altenhau links über dem Tal des Hundsbergbachs, dahinter im Nachbartal in etwa einem Kilometer Entfernung der Weiler Reisach, die beide im Gebiet der Kleinstadt Löwenstein liegen.

## Geschichte
Eichelberg wurde im Jahr 1275 erstmals erwähnt und ist wohl eine relativ junge Ausbausiedlung, deren Gründung wahrscheinlich von Weiler aus erfolgte, mit dem der Ort eine gemeinsame Markung bildete. Die Ortsherrschaft übten bis 1806 die Herren von Weiler aus. Nach der Mediatisierung der Reichsritterschaft wurden Weiler und Eichelberg zunächst noch für einige Jahre von einer gemeinsamen Ratsgemeinschaft verwaltet. Ein Streit um die Beteiligung an den Kosten für den Ausbau der Chaussee von Willsbach über Affaltrach nach Weiler, die nicht nach Eichelberg fortgeführt wurde, von den Bürgern aber hätte mitfinanziert werden müssen, gab dann 1827 den Anstoß zur Trennung von Weiler, die 1828 zuerkannt und 1830 bestätigt wurde. 1849 wurde der Eichelberger Markung noch der Friedrichshof zugeschlagen. Am 1. Mai 1972 entstand die neue Gemeinde Obersulm durch den Zusammenschluss der Gemeinden Affaltrach, Eichelberg, Eschenau, Weiler bei Weinsberg und Willsbach. Am 1. Januar 1975 wurde noch Sülzbach eingemeindet.

## Wappen
Die Blasonierung des Eichelberger Wappens lautet: In Blau ein nach links gekrümmter fünfblättriger silberner Eichenzweig mit einer Eichel und einer Eichelschüssel. Die Flagge der Gemeinde war Weiß-Blau.
Das redende Wappen ist erstmals 1930 in einem Stempel des Schultheißenamts nachzuweisen, die Farben wurden vermutlich 1948 von der Archivdirektion festgelegt. Da das Wappen erst nach Inkrafttreten der Deutschen Gemeindeordnung von 1935 in den gewählten Farben geführt wurde, musste es nachträglich verliehen werden. Es wurde der Gemeinde zusammen mit der Flagge am 2. Juli 1963 vom baden-württembergischen Innenministerium verliehen.

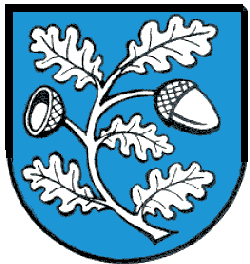
Wappen Eichelbergs

## Sehenswürdigkeiten

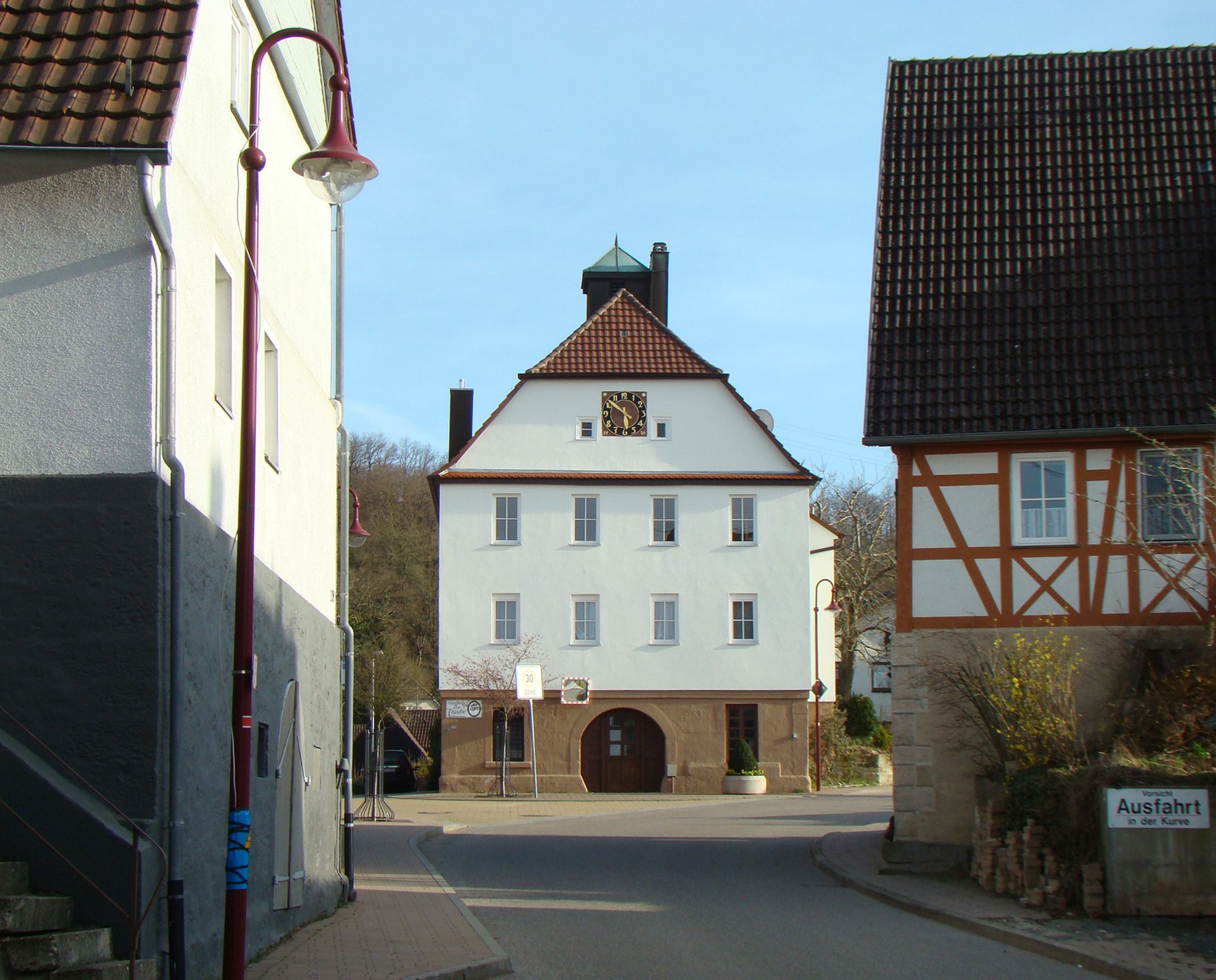
Blick zum alten Schul- und Rathaus

- Die Alte Kelter ist mit einer Länge von 59 Metern eines der größten Gebäude in Eichelberg. Die Kelter wurde 1738 am Hundsberg errichtet, mehrfach erweitert und 1924 an ihren heutigen Standort transloziert. Sie dient heute als Dorfgemeinschaftsraum.
- An der Kreuzung von Kelterstraße und Backhausgasse befinden sich ein Backhaus, das Alte Schul- und Rathaus, das von 1948 bis 1973 nur noch als Schule genutzt wurde, das Neue Rathaus, in dem heute die Verwaltungsstelle ist, sowie das Gasthaus zum Adler, das 1576 errichtet wurde und spätestens seit dem 17. Jahrhundert als Gasthaus genutzt wurde.
- Die Villa Sonnenberg in der Kelterstraße ist eine Jugendstil-Unternehmervilla von 1904.
- Oberhalb von Eichelberg befindet sich der Friedrichshof, ein barockes Hofgut, das 1799 durch Freiherr Friedrich von Weiler erbaut wurde und heute als Langzeittherapieeinrichtung genutzt wird.

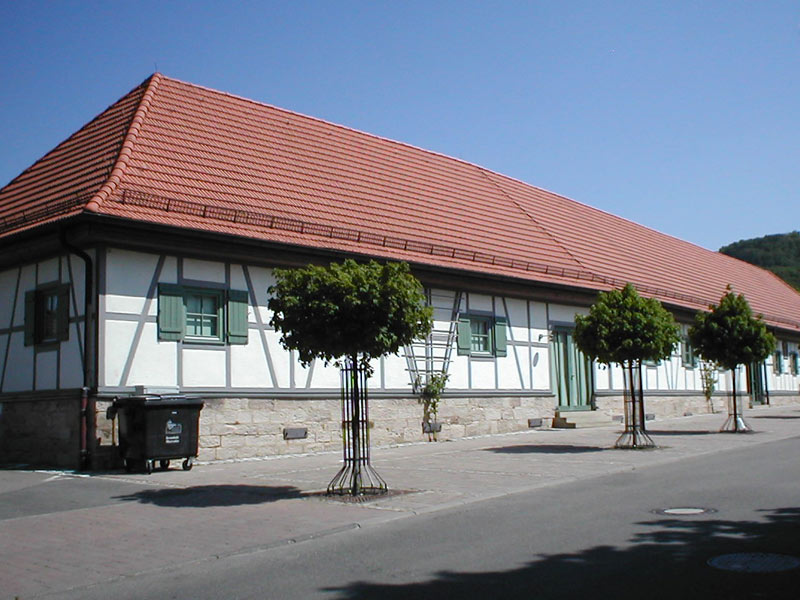
Alte Kelter
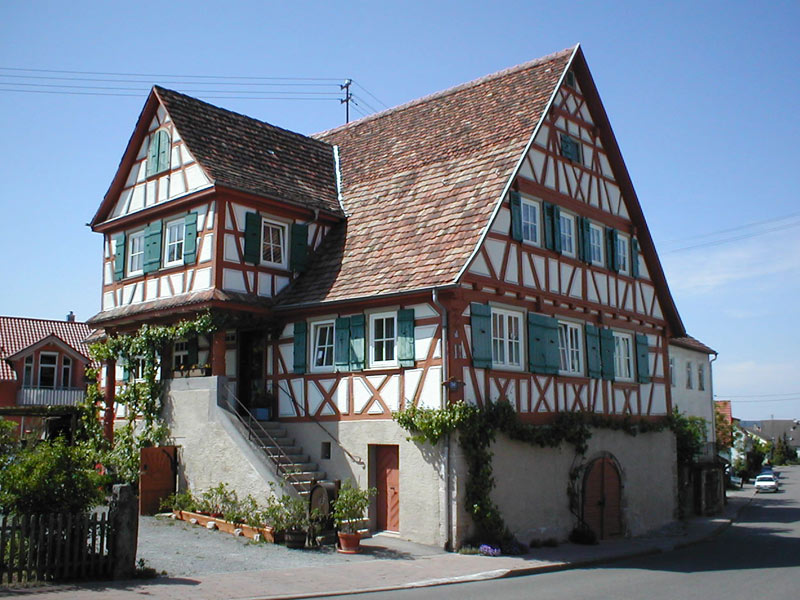
Ehem. Gasthaus Adler
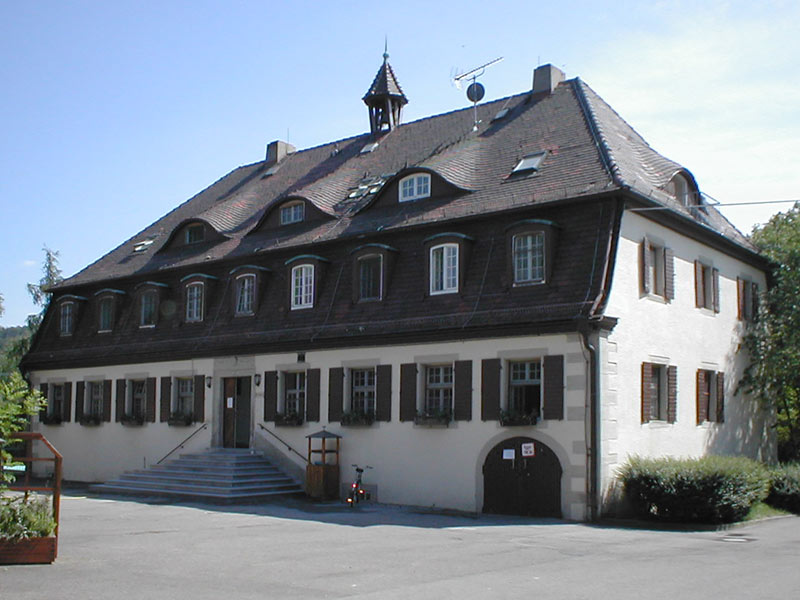
Friedrichshof